# Lilltjärnen (Ströms socken, Jämtland, 710564-147741)
Lilltjärnen är en sjö i Strömsunds kommun i Jämtland och ingår i Ångermanälvens huvudavrinningsområde.